# Massam Glacier
Massam Glacier är en glaciär i Antarktis. Den ligger i Västantarktis. Nya Zeeland gör anspråk på området. Massam Glacier ligger 454 meter över havet.
Terrängen runt Massam Glacier är kuperad norrut, men söderut är den bergig. Trakten är obefolkad. Det finns inga samhällen i närheten.